# Jules de Lesseps
Pour les articles homonymes, voir Lesseps.
Guillaume Jules Simon Prosper de Lesseps, né à Pise le 16 février 1809 mort à Paris le 19 octobre 1887, est un diplomate français du XIXe siècle.

## Biographie
Fils du diplomate Mathieu de Lesseps, le baron Jules de Lesseps est le plus jeune frère de Ferdinand de Lesseps.
Sous la monarchie de Juillet, Jules sert les intérêts français en Afrique du Nord comme agent consulaire sous la direction de son père, consul général de France à Tunis. Arabophone, respecté des « indigènes » pour sa connaissance de leurs coutumes et pour ses talents de cavalier et de chasseur, le jeune homme est ainsi envoyé en 1830 à Tabarka pour y rétablir un comptoir français de pêcheurs de corail avant d'être dépêché à Bône, alors assiégée par le bey de Constantine, pour obtenir le ralliement de cette ville algérienne aux Français. À la même époque, il est également mandaté par son père afin de choisir l'emplacement de la chapelle Saint-Louis de Carthage.
Resté agent consulaire après la mort de son père, il devient ensuite agent du bey de Tunis. Les services rendus à son pays lui valent d'être nommé officier de la Légion d'honneur le 24 juillet 1847.
Chargé d'affaires du bey, qui le nomme grand-croix de l'ordre du Nichan Iftikhar, il représente le monarque husseinite à Paris jusqu'en 1881, date à laquelle une intervention militaire française précipite la fin de la régence de Tunis et prépare l'établissement d'un protectorat.
Déjà commissaire de l'exposition universelle de 1855, il est commissaire général de Tunis (mais aussi du Maroc, du Japon et de la Chine) à celle de 1867. À ce titre, il confie à l'architecte Alfred Chapon la construction, sur le Champ-de-Mars, d'un grand pavillon évoquant le palais du Bardo (remonté dans le parc Montsouris en 1869 et détruit par un incendie en 1991). Ce bâtiment était de style néo-mauresque, de même que l'hôtel particulier du baron, situé au no 22 de l'avenue Montaigne, et sa maison de campagne de Bellevue.
Jules de Lesseps est à nouveau commissaire général de la Tunisie à l'exposition universelle de 1878.
Associé aux entreprises de son célèbre frère aîné comme membre des comités de direction de la compagnie du canal de Suez et de la compagnie du canal de Panama, il meurt des suites d'une longue maladie en 1887, à l'âge de soixante-dix-huit ans. Ses obsèques ont lieu le 22 octobre 1887 en l'ancienne église Saint-Pierre-de-Chaillot. Il repose dans la chapelle familiale du cimetière de Beaumont-sur-Oise où il avait une propriété.

## Distinctions
Le 24 juillet 1847, Jules de Lesseps est promu au grade d'officier dans l'ordre national de la Légion d'honneur.
- Grand-croix de l'ordre du Nichan Iftikhar

## Pour approfondir